# Басински, Уильям
Уильям Джеймс Басински (англ. William James Basinski) — американский музыкант, композитор и кинорежиссёр, работающий в сфере медиа-искусства. Родился в Хьюстоне, в 1958 году.
Классически образованный кларнетист и саксофонист, он изучал джаз в Северном государственном университете Техаса в конце 70-х. В 1978 году, вдохновлённый приверженцами минимализма, такими как Steve Reich и Brian Eno, начал развивать свою собственную идею, используя петли магнитофонной ленты и старые бобинные магнитофоны, экспериментируя с короткими зацикленными мелодиями. В 1982 году он начал экспериментировать со звуками радиоволн. Семплируя короткие мелодии, записанные с радио Muzak, на магнитофонные ленты разных длин, он замедлял их, и смешивая их вместе с помехами коротковолнового радио в режиме реального времени, он записал серию произведений под названием Shortwave Music. Их сборник был выпущен к в 1998 немецким авангардистским лейблом Raster-Noton. Кульминацией этих идей стала 90-минутная The River, выпущенная на Raster-Noton в декабре 2002. Используя доступную технологию, Басински создал 90-минутное видео для The River, управляя изображением через звуковой визуализатор ArKaos. Видео было показано в галерее Voxxx в Хемнице, Германия (там же, где располагается Raster-Noton) в 2002 году, перед выпуском бокс-сета. Новый альбом Басински, Watermusic, был выпущен на его собственном лейбле 2062, в феврале 2001. 60-минутная, спокойная, переливающаяся композиция создавалась на синтезаторе Voyetra в течение месяцев. Watermusic получил признание среди критиков и стал доступен через дистрибьюторов в Америке, Европе и Японии.

Самая известная работа, серия композиций под названием The Disintegration Loops была создана в августе 2001. В процессе оцифровки своих старых магнитофонных записей, плёнка некоторых начала разрушаться прямо во время записи. 
«Я оцифровывал старые ленты, которые я записал в 1982 году и обнаружил замечательные широкие пасторальные пассажи, о которых я забыл. Красивые, пышные, кинематографичные, действительно американские пасторальные пейзажи, открытые перед моими ушами и глазами. С волнением я начал делать запись, примешивая к ним случайную мелодию с Voyetra. К моему удивлению, вскоре я увидел, что лента распадалась: частицы окиси железа превращались в пыль и падали в магнитофон, оставляя чистые промежутки на ленте и тишину вместо музыки в этих соответствующих промежутках. Я знал, что такое может произойти и искренне боялся этого случая, так как срок годности большей части моих старых записей действительно подходил к концу. Тем не менее, я наблюдал это впервые. Музыка умирала. Я записывал смерть этой величественной мелодии. Это было очень волнующим для меня, и мистическим тоже. Моя юность, мой потерянный рай, американский пасторальный пейзаж, вся умирало мягко, изящно, красиво. Жизнь и смерть записывались вместе: смерть, как часть жизни: космическое изменение, преобразование. 11 сентября, возможно, вы были здесь и видели это своими собственными глазами. Испытали ужас и чувствовали удушливый дым, слышали сирены, никаких телевидения или телефона, F-16 рассекали воздух на пределе слышимости. Видели лица людей в метро, глубокую тоску в их глазах, сжатые губы… вы должны были это видеть, чтобы понять величину того, что мы чувствовали. Затем мы сидели на крыше весь день и всю ночь, смотрели на горящий Нью-Йорк и слушали душераздирающие The Disintegration Loops. Казалось, что это музыка из кинофильма о конце света, это был самый большой кинопоказ на земле».
Эти 6 частей выпускались последовательно на 4 компакт-дисках, начиная с июня 2002. В это же время были выпущены Watermusic II, и компиляция работ начала восьмидесятых, Melancholia. Релизы 2062 стали доступны через Die Stadt, Forced Exposure и через его веб-сайт MMLXII.com. У 63-минутного видео The Disintegration Loops 1.1 была своя мировая премьера на Международном Кинофестивале в Роттердаме в 2002 году. Видео состоит из одного статичного вида на Нью-Йорк с крыши дома Басински в Бруклине, поздним вечером 11 сентября 2001.

## Дискография
- Shortwavemusic (Raster-Noton, 1998)
- Watermusic (2062, 2000)
- The Disintegration Loops (2062, 2002)
- The River (Raster-Noton, 2002)
- The Disintegration Loops II (2062, 2003)
- Watermusic II (2062,2003)
- Melancholia (2062, 2003)
- The Disintegration Loops III (2062, 2003)
- A Red Score in Tile (Three Poplars, 2003)
- The Disintegration Loops IV (2062, 2003)
- Variations: A Movement in Chrome Primitive (Durtro/Die Stadt, 2004)
- Silent Night (2062, 2004)
- The Garden of Brokenness (2062, 2006)
- Variations For Piano & Tape (2062, 2006)
- Shortwavemusic, CD (2062, 2007)
- El Camino Real (2062, 2007)
- 92982 (2062 Records, 2009)
- Vivian & Ondine (2062 Records, 2009)
- Aurora Liminalis (Line, 2013)
- Nocturnes (2062 Records, 2013)
- Cascade (2062 Records, 2015)
- The Deluge (2062 Records, 2015)
- Divertissement (Important Records, 2015)
- A Shadow in Time (2062 Records, 2017)
- Selva Oscura (Temporary Residence Limited, 2018)
- On Time Out of Time (Temporary Residence Limited, 2019)
- Hymns of Oblivion (self-released, 2020)
- Lamentations (Temporary Residence Limited, 2020)